# Kogleaks (Scirpus)
 Ikke at forveksle med Bolboschoenus, Schoenoplectus og Trichophorum.
Kogleaks (Scirpus) er en planteslægt. Herunder ses dens arter:
| Beskrevne arter |

- Skovkogleaks (Scirpus sylvaticus)

| Andre arter |

- Scirpus ancistrochaetus
- Scirpus atrovirens
- Scirpus cyperinus
- Scirpus erectus
- Scirpus fuirenoides
- Scirpus longii
- Scirpus microcarpus
- Scirpus pallidus
- Scirpus holoschoenus

Desuden ses navnet lav kogleaks anvendt om arten Eleocharis parvula.